# Bătălia de la Abensberg
Bătălia de la Abensberg a opus o armată austriacă comandată de Arhiducele Carol unei armate franco-germane („Armata din Germania”), comandate de Împăratul Napoleon I. Oprit în fața orașului Regensburg de diviziile Friant și St. Hilaire, Arhiducele preferă să lupte, masându-se între Grub și Dinzling, sperând că va primi întăriri de la fratele său, Arhiducele Ludovic și de la corpul generalului Hiller. Cu toate acestea, Napoleon își concentrează forțele mai repede și folosește poziția centrală pentru a îl împiedica pe primul să facă joncțiunea, învingându-l la Siegenburg pentru ca apoi să îl atace pe Arhiducele Carol cu grosul trupelor sale, format din Corpul lui Lannes, diviziile Morand și Gudin (ambele din Corpul lui Davout) și divizia de cuirasieri a lui Saint-Sulpice, împreună cu bavarezii lui De Wrede. Centrul armatei austriece este spart dar Arhiducele Carol conduce o retragere organizată spre Landshut, acoperită și de sosirea Corpului lui Hiller. În tot acest răstimp, Davout, cu cele două divizii care îi mai rămăseseră, a supravegheat grosul forțelor austriece în apropriere de Leundorf, iar după ce victoria a fost obținută la Abensberg, a primit ca întăriri corpul mareșalului Lefebvre, format din două divizii bavareze..